# Сипягины
Сипя́гины — несколько дворянских родов (или ветвей одного рода), восходящих к XV—XVI веков.
Внесены в родословные книги Костромской, Московской, Рязанской, Владимирской, Воронежской, Тамбовской и Тверской губерний.

## Ветви рода
Первая ветвь
Происходит от Демида-Поспела Сипягина, жившего в Галиче в конце XVI века Его внук Матвей Тимофеевич (1629—1682) дворянин московский (1671), стрелецкий голова (с 1673). Владели усадьбами Давыдково и Богданово в Галичском уезде (позднее — в Буйском уезде) и внесены в VI часть родословной книги Костромской губернии.
Вторая ветвь (потомство Саввы Сипягина)
Герб второй ветви внесён в Часть V Общего гербовника на страницу 72. Внесены в родословную книгу Тверской губернии.
Третья ветвь
Происходит от Алексея Сипягина, галичского помещика, жившего в конце XVI века. Возможна связь с галичскими ветвями.
Четвёртая ветвь (потомство Лукьяна Онуфриева)
Осип Лукьянович служил в рейтарском строю, взят в плен крымцами и увезен в Турцию, где он пробыл на галерах 6 лет (1660—1666); награждён был «за полонное терпение и каторжное мучение» вотчиною в Галичском уезде. Правнук его Мартемьян Яковлевич управлял Московской адмиралтейской конторой.
- Сипягин, Мартемьян Яковлевич (1737—1803) — русский вице-адмирал;
  - Сипягин, Николай Мартемьянович (1785—1828) — русский командир эпохи наполеоновских войн;
    - Сипягин, Всеволод Николаевич (1819—1893) — участник Кавказской и Крымской войны;
      - Сипягин, Владимир Всеволодович (1847—1911) — участник русско-турецкой войны, шталмейстер Высочайшего двора;

    - Сергей Николаевич Сипягин (1826—1856) — коллежский асессор;
      - Сипягин, Дмитрий Сергеевич (1853—1902) — государственный деятель

Герб четвёртой ветви внесён в Часть X Общего гербовника на страницу 67. Представители этой ветви также указывали на происхождение отца Осипа Лукьяновича — Лукьяна Онуфриева (или Афанасьева) от Демида-Поспела Сипягина и даже иногда именовались Сипягиными-Поспеловыми.
Пятая ветвь
Происходит от Матвея Сипягина, жившего в 1-й половине XVII века. Вероятно, существует связь с первой ветвью, но она документально не подтверждена. Внесены в родословную книгу Костромской губернии.
Шестая ветвь
Происходит от премьер-майора в отставке (с 1772) Ивана Ивановича Сипягина из Тамбовской губернии.
Седьмая ветвь
Происходит от подполковника в отставке (с 1811) Василия Ивановича Сипягина, который, возможно, является сыном премьер-майора Сипягина из шестой ветви. Проживание имели в Уфимской губернии.
Восьмая ветвь
Происходит от Андрея Сипягина, костромского дворянина конца XVIII века, внесены в родословную книгу Рязанской губернии.
Девятая ветвь
Происходит от обер-офицера Сызранского уезда Симбирской губернии Александра Сипягина, жившего в начале XIX в.

## Известные представители
- Сипягин Калиник Любимович — становщик в Шведском походе (1549)[3]
- Сипягин Степан Лукьянович — приказный, воевода в Солигаличе (1680)[4]
- Сипягин Яков — воевода в Чухломе (до 1682).
- Сипягин Осип Лукьянович — воевода в Чухломе (1682).
- Сипягин Николай Мартемьянович — генерал-майор, кавалер ордена Святого Георгия 3 степени за покорения Парижа (18 марта 1814)[3]